# مارتن بوير (متسابق دراجات نارية)
مارتن بوير (بالألمانية: Martin Bauer)‏ مواليد 30 ديسمبر 1975 في النمسا، هو متسابق دراجات نارية نمساوي. نافس في بطولة العالم للسوبربايك وبطولة العالم للموتو جي بي.

## روابط خارجية
- مارتن بوير على موقع WorldSBK.com (الإنجليزية)